# CD49c
El CD49c és una subunitat de la integrina alfa. Compon la meitat del dúplex d'integrina α3β1.